# PPS短機関銃
 PPS（ピーピーエス、ペーペーシャ、露: Пистолет-пулемёт Судаева、ラテン文字転写: Pistolet-Pulemyot Sudayeva、「スダエフ短機関銃」の意）とは1942年にソビエト連邦（以下「ソ連」と表記）で開発された短機関銃である。
1942年に採用された初期型であるPPS-42と、1943年に採用された改良型であるPPS-43の2種類がある。

## 開発
第二次世界大戦中の1941年当時、ソ連赤軍ではPPSh-41短機関銃を採用して大量配備を開始していた。だがPPShに不満がなかったわけではなく、偵察兵や戦車兵、工兵や通信兵などから重量や携帯性の面から使いづらいと批判があり、また、軍当局もPPSh-41の生産が軌道に乗ると、やや材料を浪費していると考えるようになる。
1942年、軍当局は、あらゆる悪条件下で使用可能で、PPSh-41よりコンパクトで扱いやすく、銃重量2.5 - 3kg、厚さ2 - 3.3mmの鋼板のプレス加工によって製造可能で、高炭素鋼を使用しない短機関銃の開発を要求する。
この要求に対し、アレクセイ・スダエフ、ゲオルギー・シュパーギン、ヴァシーリー・デグチャリョーフ、コロビン、ルカヴィシュニコフら銃技師は、それぞれデザインを提出し1942年の初めにテストが行われた。最初の試験では折り畳み式銃床を持ったデグチャレフの設計は評価されたものの、実射テストで通過したものはなかった。第2試験でスダエフの設計案が優れていると判断され、採用となった。これがPPS（後のPPS-42）である。

## PPS-42
PPS-42は、PPSとしては初期に生産された短機関銃である。シンプル・ブローバック方式を採用し、オープンボルトから撃発サイクルがスタートする。スダエフはPPSh-41の問題点とされた携行性を改善し、PPSをスマートな外見の優れた製品に仕上げている。
PPSh-41と同様にヒンジ固定された上下2分割のレシーバ（機関部）を持ち、上部レシーバの前方には別部品の銃身放熱カバーがリベットで固定されている。銃身放熱カバーは銃身を囲み、空気抜きの丸穴が設けられているが、銃身の下側だけは覆われておらず開放されている。銃身放熱カバーの先端には板曲げ加工で成形されたマズルブレーキが取り付けられ、銃身から噴出した発射ガスを左右の斜め後ろ方向へ反射させる。レシーバの全長を長くとることで連射レートをPPSh-41の900 - 1,000発/分から、700発/分まで抑制しており、命中精度が高まったうえ、弾薬節約にもなった。
銃身放熱カバーの上面先端には固定式のフロントサイト（照星）が設けられ、その左右は破損防止のためのガード（照星座）によって守られている。レシーバの排莢口の後ろには二段切換式のリアサイト（照門）があり、100メートルと200メートルの射距離に対応できた。
セミオート射撃機能は除去され、フルオートのみとなった。しかし発射速度が抑えられているため、引き金を一瞬だけ操作することにより単射も可能である。安全装置は下部レシーバの中心線上、用心鉄（トリガーガード）前面のスリットと重なる形で設けられ、後ろにスライドさせて用心鉄の中へ引き込んだ安全位置でボルトと引き鉄をロックし、射撃時にはグリップから手を離さないまま、人差し指を使って前に押し出すことで解除できる。安全装置はボルトの位置にかかわらず機能する。射撃で後退したボルトがレシーバーへ直接激突しないよう、レシーバー内部の後端に革製のバッファーが設けられている。
全長は907mmと、PPSh-41の840mmより長かったが、従来のソ連軍の銃には無かった折り畳み式ストック
の採用により、これを折り畳んだ時は641mmとコンパクトになった。使用時に引き起こした肩当て（バットプレート）は、ストックの後端に内蔵されたばねによって固定される。ストックを折り畳むと肩当ては排莢口（エジェクションポート）と重なる。ストックを展開・収納するためには、ストック全体をつかんで後方へ引っ張ると、レシーバとの固定が解かれる。
グリップが木製であることを除いて、全金属化された銃であり、高度な技術が不要な水準のプレス加工を多用している。50t以上の大型プレス装置を必要としないので、小規模工場でも生産可能であった。部品は点溶接、ピン、鋲接で固定されている。1丁あたりの製造時間は3時間と、PPSh-41の13時間から約1/4以下にまで短縮されていた。
PPSh-41の大容量ドラム弾倉は複雑で高価な上に同種のドラム弾倉と同様に信頼性が高いとは言えなかったため、PPS-42では箱型弾倉専用に改められた。弾倉はダブルカラムかつダブル・フィードで、信頼性は十分であった。長い箱型の挿入口は弾倉を確実に保持でき、側面にはMP38のように大きな穴が開けられ、内部の泥汚れなどを容易に除去できるよう工夫されている。銃側の弾倉止めのレバーには誤操作を防ぐガードが取り付けられ、強く握っても誤って弾倉が脱落しづらいなど、総じて弾倉周りの完成度は高かった。
当初、本銃の呼称はPPSであったが、改良型であるPPS-43の登場により、PPS-42と区別されるようになった。

## PPS-43
PPS-43は、1943年にソ連軍が採用したPPS-42の改良型である。基本構造はPPS-42と同様だが、以下の点が変更され、生産性の向上と構造の強化が図られている。
- レシーバ板材の厚さを0.5ミリメートル増加。
- 別部品だった銃身覆いを、上部レシーバと一体化した。
- 照星覆を変形しにくいように強化。
- 銃身が30mm、レシーバと折り畳み銃床もそれぞれ短縮化された結果、全長が87mm、銃床折り畳み時は18mm短くなった。その分、重量も300g減っている。銃床を折り畳んだ状態では、肩当ては照門と重なる。
- グリップは木製からプラスティック製となり、形状も変更された。
- 弾倉受部の形状を指で押しやすいように変更。
- 弾倉の背面に突起状のストッパーを追加し、弾倉口へ深く差し込み過ぎて弾倉上端（マガジンリップ）を変形させる事故を予防。形状が変わったため、PPS-42とPPS-43の弾倉には互換性がない。弾倉底板の構造も強化された。
- 安全装置が用心鉄と干渉しない左寄りに移され、用心鉄前面のスリット加工が不要になった。
- 肩当ての位置を固定するノッチ機構が省略された。
- ストックとレシーバの固定方法を、レシーバ後端上面のボタンを押してストックの固定を解くように変更。
- 下部レシーバ内部に取り付けられていた蹴子（エジェクター）を、復座ばねガイドが兼用する方式に変更。それにともない、ボルトと復座ばねユニットの形状・加工方法も単純化。

## 運用

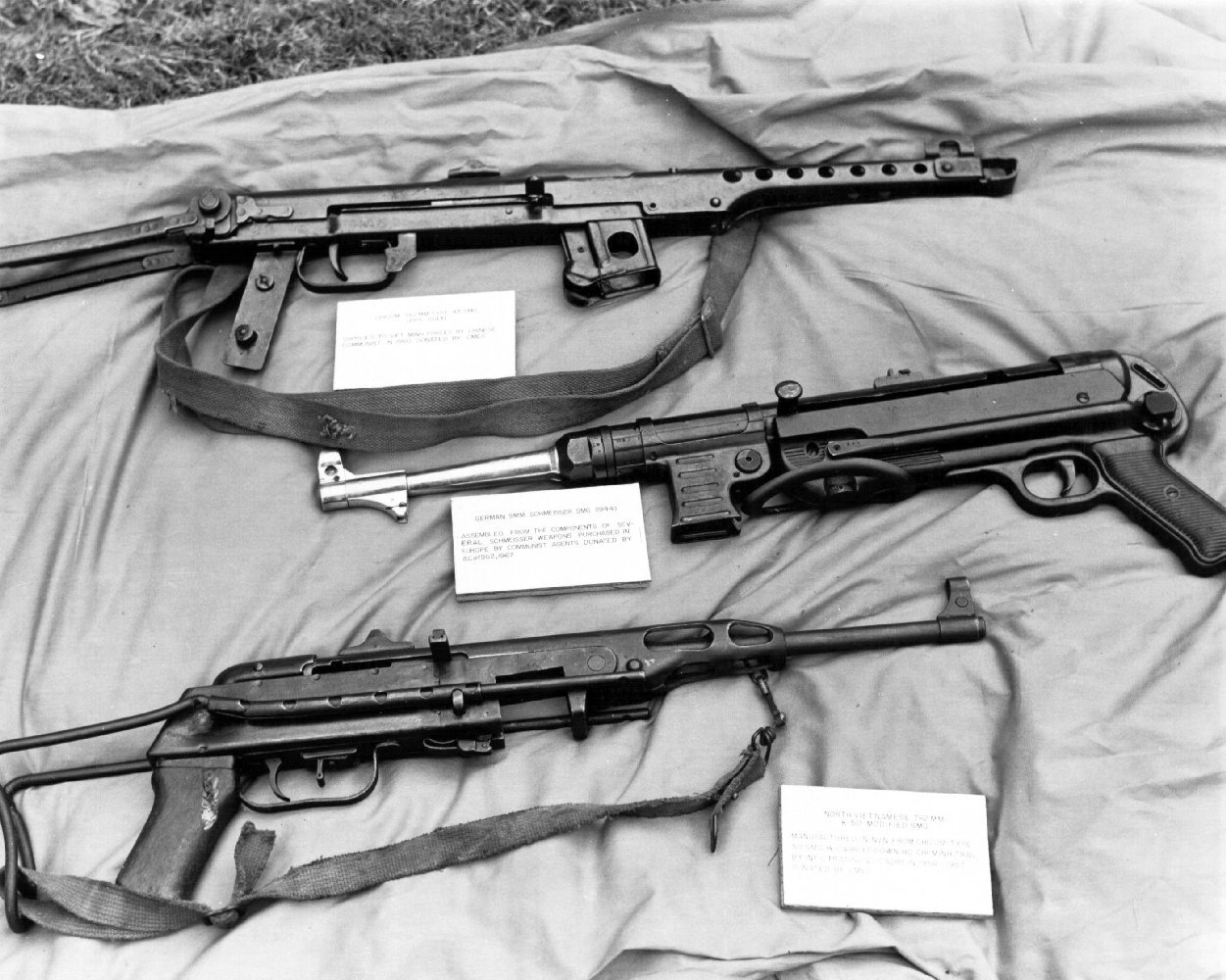
ベトナム戦争で北ベトナム軍が使用したPPS-43（一番上）。グリップのプラ部分が無くなっている。

レニングラード（現・サンクトペテルブルク）は第二次世界大戦のヨーロッパにおける独ソ戦において最大規模の包囲戦がおこなわれた都市である。独ソ戦開始後、進撃を続けてきたドイツ軍は1941年にこの都市を包囲した。
市街地はドイツ軍に完全に包囲され、外部からの補給も困難となったソ連軍守備隊は、町にある兵器工場をフル活用し、現地にて小火器の生産を行うことにより火器の不足を解決しようとした。
PPS-42は、1942年7月にレニングラード造兵廠で生産を開始し、135000丁が造られ、国家防衛委員会にサンプルが提出された。当初は生産手段の関係上、レニングラード造兵廠での生産で、スダエフ自身が製造管理していたが、後にヴォスコフ器具工場（セストレック）で、生産工程が整備され、1942年12月に、同工場で大量生産され、レニングラードの守備隊に支給された。
軽く頑丈で扱いやすいPPS-42は現地の守備隊に歓迎され、レニングラード包囲戦がソ連の勝利に終わると、PPSは愛国キャンペーンの格好の素材として使われた。
1943年にはPPS-42の改良型であるPPS-43がソ連軍に採用された。既に戦線に大量配備され、生産設備の整っていたPPSh-41も終戦まで平行して生産されていたため置き換えるには至らなかったが、小規模な工場でも生産可能な点を生かし、1945年までに100万丁近く生産された。主にコマンド部隊、戦車兵、偵察兵、スキー部隊とパルチザンなどで使用された。5分教えれば使いこなせ、その性能により、兵からは好評であった。また、ドイツ軍も鹵獲して使用していたものの発射速度や装弾数がＰＰＳh41よりも落ちていたためあまり好まれなかったようである
戦後、AK-47の採用で退役したPPS-43は東側諸国に供給されたほか、中国やフィンランドでもPPS-43のコピーが生産された。
朝鮮戦争ではサプレッサーを取り付けて消音化されたPPS-43が中国人民志願軍遊撃部隊によって多用され、アメリカ軍・韓国軍に大きな損害を与えている。当時の米国製防弾チョッキでは防御できない貫通力も知られていた。
ベトナム戦争においては、ソ連で退役した多数のPPS-43や中国製コピーの54式衝鋒槍などがベトコン勢力への援助兵器として供給され、いまでも現存しているものはベトナムやカンボジアの観光客向け射撃場などで実射できる。
現在のアメリカ合衆国では東ヨーロッパやロシアから放出されたPPS-43の上部レシーバを一部切断したキットが100USドル程度で購入でき、切断箇所を復元するパーツや未完成の上部レシーバが70USドル程度で購入できるため、構造の単純なPPS-43は自家製銃器（セミオート版専用と称して販売されているが、PPSにはもともとセミオート発射機能が無い）の原型としても人気がある。

## バリエーション
PPS-42
ソ連軍が1942年に採用した初期生産型。
PPS-43
PPS-42の改良型。ソ連は戦時中にしか製造しておらず、戦後はポーランドなどでライセンス生産が行われた。なお、ソ連製と他国製では部品の溶接の処理など、若干の差異がある。
MP-709(r)
ドイツ軍に鹵獲された際のPPSモデルの呼称名。
M/44
フィンランドで製造されたPPS-43のコピー。9mmパラベラム弾を使用し、ストレート形状の箱型弾倉、またはスオミM1931のドラム式弾倉を使用出来る。
UX-51/53/59
スペインが製造したM/44のコピー、西ドイツ国境警備隊に採用された。
54式衝鋒槍
中国で国産化されたPPS-43のコピー。
PPS wz. 1943/1952
戦後にポーランドで製造された発展型で、木製の固定銃床を備える。

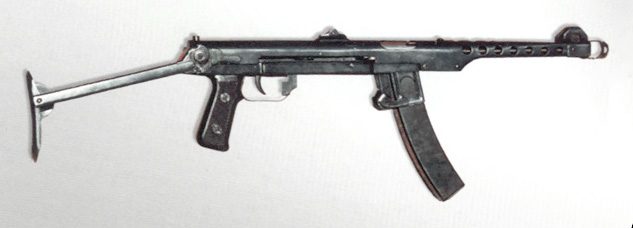
ソ連製PPS-43（ストックを伸ばした状態）
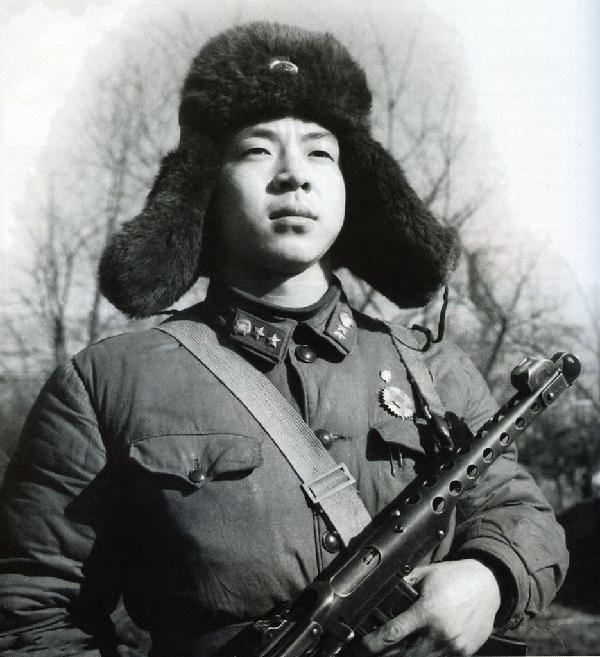
54式衝鋒槍を持つ中国人民解放軍の雷鋒
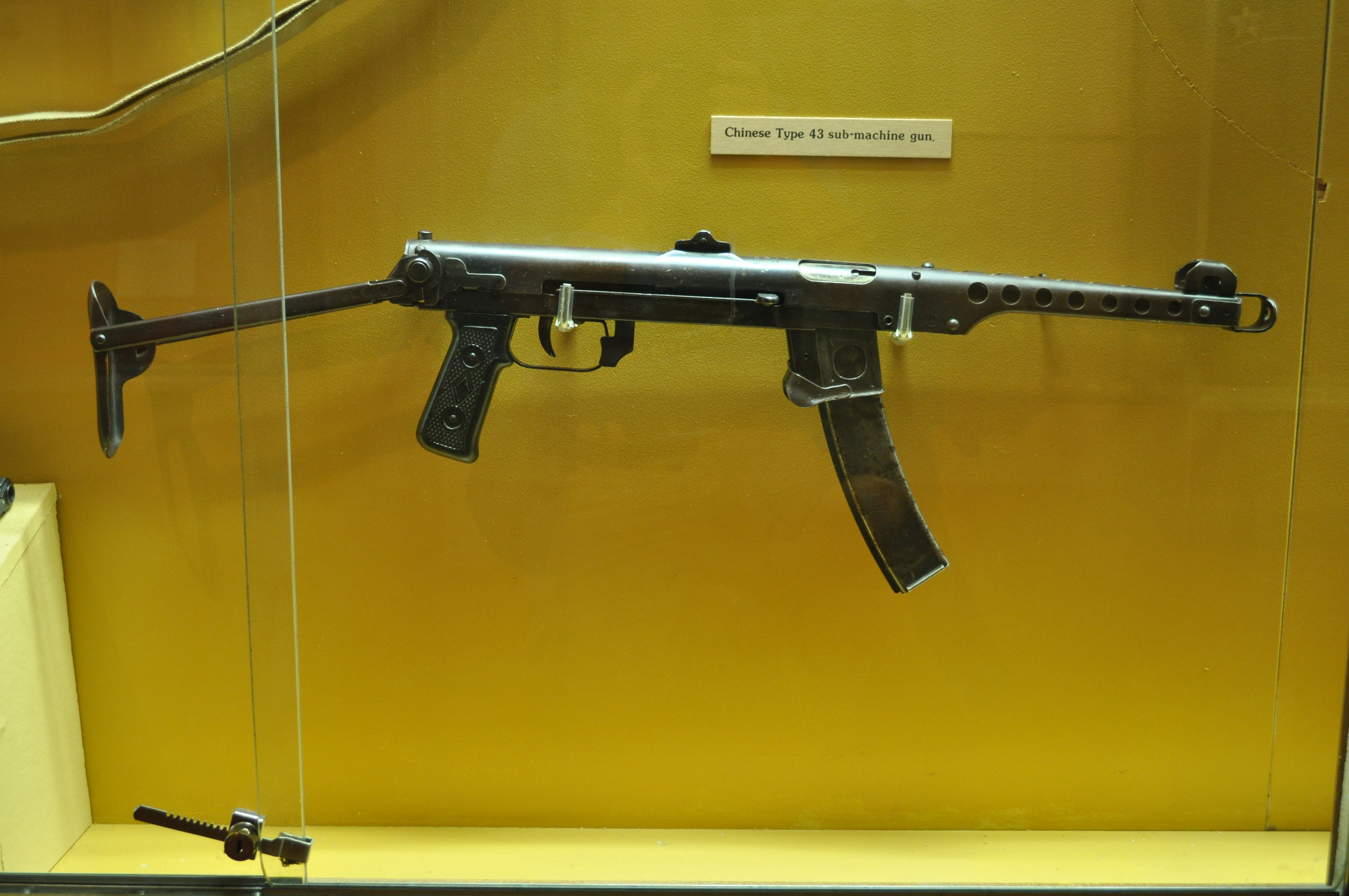
朝鮮戦争で鹵獲された 54式衝鋒槍
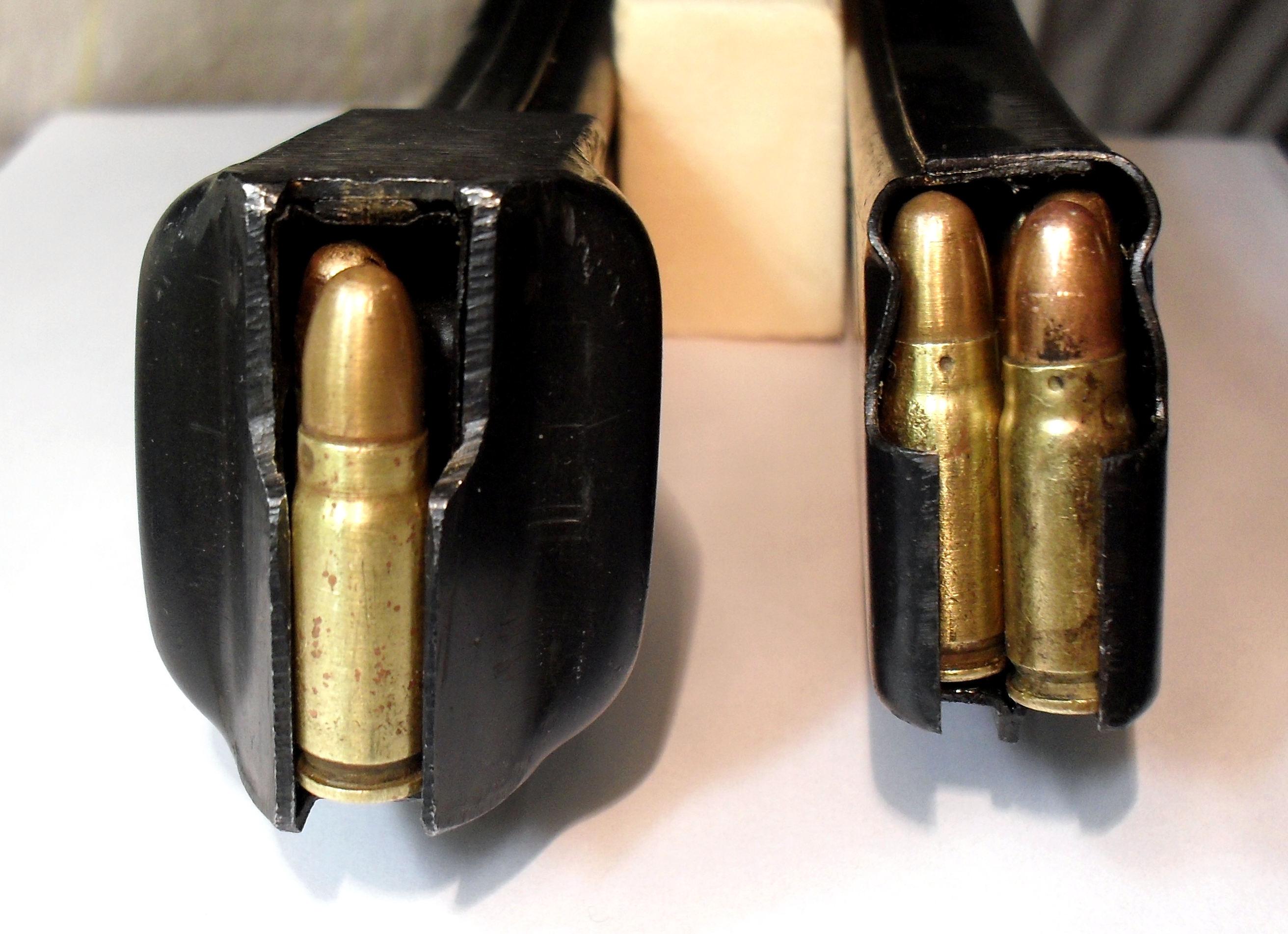
PPSh-41（左）の箱型弾倉とPPS-43（右）の弾倉

## 登場作品

### 映画・テレビドラマ
『ハムナプトラ3 呪われた皇帝の秘宝』
中盤の雪山の戦闘で、主人公リック・オコーネルの息子アレックス・オコーネルがPPS-43を使用。
『ポリス・ストーリー3』
刑務所を警備する中国警察がPPS-43を所持。
『ワンス・アンド・フォーエバー』
冒頭のベトミン対フランス軍のシーンでベトミンが携行。

### ゲーム
『HIDDEN & DANGEROUS 2』
『Red Orchestra: Ostfront 41-45』
『VIETCONG: ベトコン』
『Enlisted』
『コール オブ デューティ2』
ソ連軍のサブマシンガンとして登場する。